# Північно-Центральна провінція (Шрі-Ланка)
Північно-Центральна провінція (синг. උතුරු මැද පළාත Uturumeda Palata, там. வட மத்திய மாகாணம் Wada Maththiya Maakaanam) — провінція Шрі-Ланки.
Адміністративний центр — Анурадхапура. Одна з найбільш малозалюднених областей, незважаючи на те, що найбільша за територією. Населення — 1 259 421 осіб (на 2012 рік).
Площа провінції становить 10 472 км². Площа суходолу — 9741 км². Площа водної рівняви — 731 км².
Адміністративно ділиться на 2 округи:
- Анурадхапура
- Полоннарува

Маються історичні пам'ятки. Як-от Залога Міннерії.